# 莫霍克发型

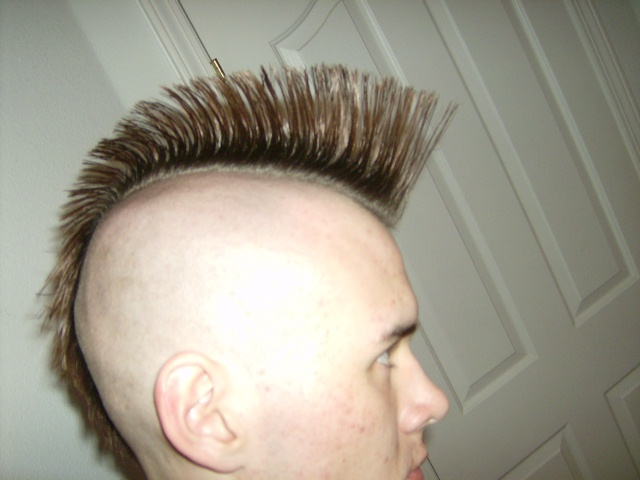
留莫霍克发型的青年

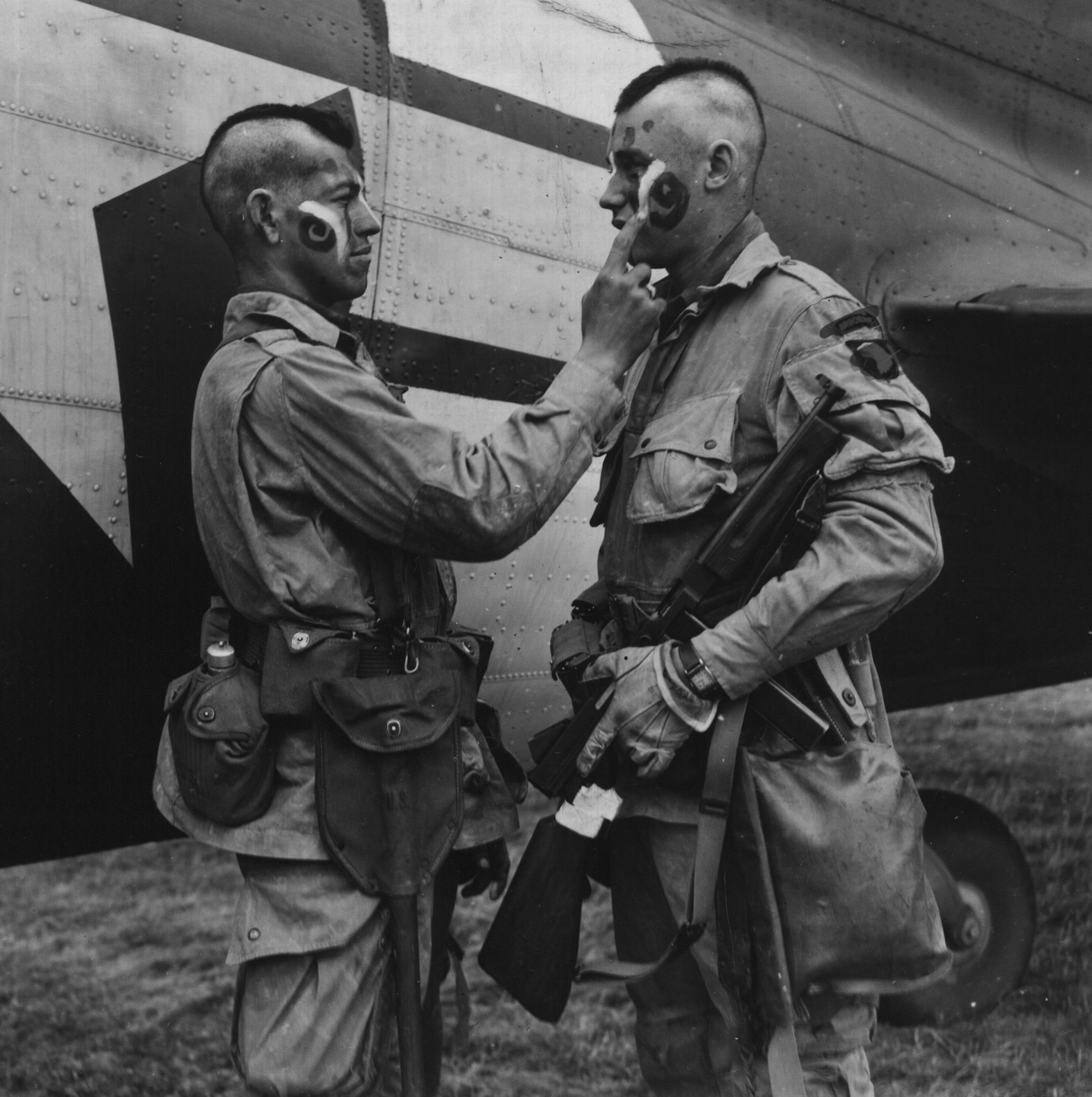
1944年第101空降师的伞兵

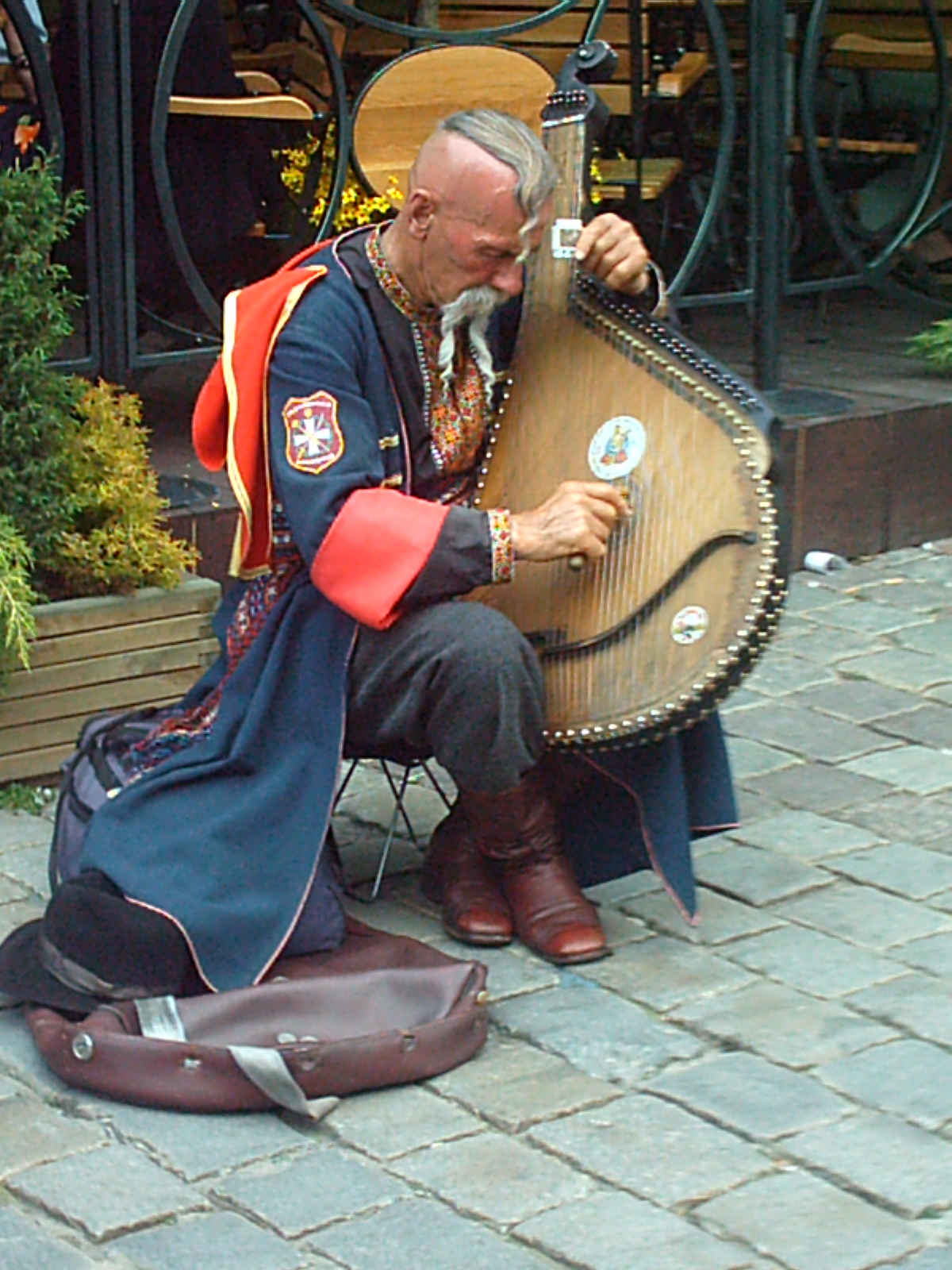
留霍霍爾发型的哥薩克音乐家

莫霍克发型（英語：mohawk，英式英语中称为莫西干［英語：］）是一种剃光两侧只留下中间部分的发型。

## 名称源头
莫霍克发型这个名称源自于莫霍克人，他们是纽约州北部莫霍克谷的原住民。莫霍克人与该发型的联系因1939年亨利·方达主演的好莱坞电影《铁血金戈》而流行起来。